# Metrichia kumanskii
Metrichia kumanskii är en nattsländeart som först beskrevs av Lazar Botosaneanu 1991.  Metrichia kumanskii ingår i släktet Metrichia och familjen smånattsländor. Utöver nominatformen finns också underarten M. k. jamaicae.